# Larry Sheets
Larry Kent Sheets (né le 6 décembre 1959 à Staunton, Virginie, États-Unis) est un ancien joueur professionnel de baseball.
Il évolue dans la Ligue majeure de baseball comme frappeur désigné et voltigeur pour les Orioles de Baltimore de 1984 à 1989, les Tigers de Détroit en 1990 et les Mariners de Seattle en 1993. Il joue également une saison au Japon.

## Carrière
Larry Sheets est repêché en 1978 au 2e tour de sélection par les Orioles de Baltimore, l'équipe avec laquelle il passera la quasi-totalité de sa carrière. Il dispute son premier match dans le baseball majeur le 18 septembre 1984 et évolue à Baltimore jusqu'à la fin de la saison 1989.
Il connaît sa meilleure saison en 1987 avec des records personnels de 31 circuits et 94 points produits. Sa moyenne au bâton de ,316 le classe dans le top 10 de la Ligue américaine et il est 6e de la ligue avec une moyenne de puissance de ,563.
Le 24 octobre 1988 contre Seattle, Sheets entre en jeu comme frappeur suppléant alors que les Orioles tirent de l'arrière par un point, et met fin au match avec un coup de circuit qui donne à son club une victoire de 4-3. C'est le dernier circuit par un frappeur suppléant des Orioles qui met fin de la sorte à un match avant 26 autres années, jusqu'à ce que Chris Davis fasse de même en 2014.
Le 10 janvier 1990, il est échangé aux Tigers de Détroit contre Mike Brumley, un joueur de champ intérieur. Il ne joue qu'une saison à Détroit, où il est fréquemment employé comme frappeur suppléant. Désilusionné par le baseball majeur, il ne joue pas en 1991 avant de retrouver au Japon le plaisir de pratiquer son sport. En 1992, Sheets s'aligne en effet avec les Taiyo Whales de Yokohama, dans la Ligue centrale, où il maintient une excellente moyenne au bâton de ,308 avec 26 circuits et 100 points produits en 131 matchs joués.
De retour aux États-Unis, il tente de percer l'alignement des Brewers de Milwaukee mais est assigné à leur club-école, les Zephyrs de la Nouvelle-Orléans. Il termine sa carrière par 11 matchs chez les Mariners de Seattle en 1993.
En 8 saisons dans le baseball majeur, Larry Sheets a disputé 748 matchs, dont 606 avec les Orioles de Baltimore. Il a frappé 607 coups sûrs dont 94 circuits, et accumulé 339 points produits. Sa moyenne au bâton en carrière se chiffre à ,266. Il a participé à plus de matchs comme frappeur désigné (342) que comme voltigeur (328).